# ツヴィンゲンベルク (ベルクシュトラーセ)
ツヴィンゲンベルク (ドイツ語: Zwingenberg, ドイツ語発音: [ˈt‿svɪŋənbɛrk]) は、ドイツ連邦共和国ヘッセン州ベルクシュトラーセ郡に属す市である。この都市は、1274年に都市権を与えられた、ベルクシュトラーセのヘッセン側では最も古い都市である。

## 地理
ツヴィンゲンベルクは、オーデンヴァルト西周縁部、ベルクシュトラーセで最も高い海抜517.4mのメリボクス山の麓に位置する。市域の高度はローダウ区の海抜90mからメリボクス山斜面の約300mまで様々である。ツヴィンゲンベルク市の最も高い地点は単一の点ではなく、ベルクシュトラーセ沿いに南のベンスハイム市アウエルバッハ区にまで連なるメリボクス山の斜面である。基準点は、ツヴィンゲンベルク駅付近の海抜100m標識点である。ツヴィンゲンベルクの西部はヘシシェ・リート、すなわちオーバーライン地溝帯と境を接する。

### 市の構成
ツヴィンゲンベルク市は、東部のツヴィンゲンベルク区（面積: 346ha）と西部のローダウ区（面積: 215ha）からなる。

### 土地利用
ツヴィンゲンベルク西部のローダウ区方面、あるいはローダウ区自身は、主に砂地の土壌で牧草地となっている。唯一の小さな森がニーダーヴァルトゼー付近に見られる。ツヴィンゲンベルク区では果樹（主にリンゴ）が栽培されている。オルビスヘーエの支脈やルキベルク方面ではブドウが栽培されている。この他にアーモンドの木もこの地区で生育する。また、現在では花崗岩採掘でも知られている。
メリボクス山が風を遮ることで、特に斜面沿いの地区では、たとえば平野部と比べて降水量が少ない。

### 隣接する市町村
ツヴィンゲンベルクは、北のダルムシュタット＝ディーブルク郡アルスバッハ＝ヘーンラインと南のベルクシュトラーセ郡ベンスハイムの間に位置する。西はローダウ区がベンスハイム市のフェールハイム区およびラントヴァーデン区と境を接する。東は、ツヴィンゲンベルク区がメリボクス山の山頂越しにベンスハイムのアウエルバッハ区と境を接する。

## 歴史
「いつ、誰によってこの都市が建設されたかという問いに対し、確かな情報はない。しかしあらゆる状況から判断して、非常に古いことは間違いない。」locum getwincに関する最も古い記録は1015年の、神聖ローマ皇帝ハインリヒ2世がロルシュ修道院にこの地の狩猟権を与えたという記録である。この古い地名は、この市の西側が沼沢地になっていたために、ベルクシュトラーセを旅する者はこの市の門を通ることを余儀なくさせられたことを示唆している（getwinc = gezwungen = 「強要された」）。
ヒルデガルト・フォン・ヘンネベルクの結婚に際して、ベルクシュトラーセの一部が1135年頃にハインリヒ2世フォン・カッツェンエルンボーゲンに与えられ、彼は1138年にドイツ王コンラート3世によって伯に昇格された。ツヴィンゲンベルクは、単にカッツェンエルンボーゲン伯領に属したばかりでなく、その主邑となったのである。この伯家は、ライン川沿いのザンクト・ゴールを中心とするウンター伯家と南ヘッセンを領したオーバー伯家に分裂した。
ベルクシュトラーセ沿いの所領と関税収入を護るために、13世紀前半にディーター4世伯はツヴィンゲンベルクにウンターブルク、アウエルバッハにホッホブルク（アルエルバッハ城）を築いた。
1258年にディーター5世伯はツヴィンゲンベルクの教会を設けた。1260年には、ディーター5世とその弟のエーバーハルト1世との間で領土分割が行われ、ディーター5世がツヴィンゲンベルクを、エーバーハルト1世がアウエルバッハを領した。1274年、ディーター5世治世下のツヴィンゲンベルクは、ドイツ王ルドルフ1世から市場開催権と都市権を与えられ、これによりベルクシュトラーセで最も古い都市となった。
1301年にツヴィンゲンベルクは破壊され、焼き尽くされた。ディーター5世の息子ヴィルヘルム1世伯は4人のライン選帝侯と同盟し、ライン川の通行税の増額を支援した。これは自由な商取引を著しく妨げる行為であり、ドイツ王アルブレヒト1世の宣戦布告につながった。こうしてウンターブルクは破壊されたのである。しかし1330年に皇帝ルートヴィヒ4世はヴィルヘルム1世に対してツヴィンゲンベルクの都市権を確認している。
1401年、「Twinginburg」という表記が現れる。1403年にカッツェンエルンボーゲン伯ヨハン4世はツヴィンゲンベルクの城と都市、それに私有地のエショルブリュッケン村、プフングシュタット、ニーダー＝ラムシュタットのすべての権利とそれに附随するものすべてを、6,000グルテンの担保としてヘンネ・ヴァイスクライス・フォン・リンデンフェルスに質入れした。
1454年にカッツェンエルンボーゲン伯フィリップ1世は、ハンス4世フォン・ヴァルブルンが妻ルーシー・フォン・ライフェンベルクへ贈る結婚資産としてツヴィンゲンベルクに居館と身分にふさわしい庭園を設けることに同意した。ハンスは伯からこれをレーエンとして授かった。

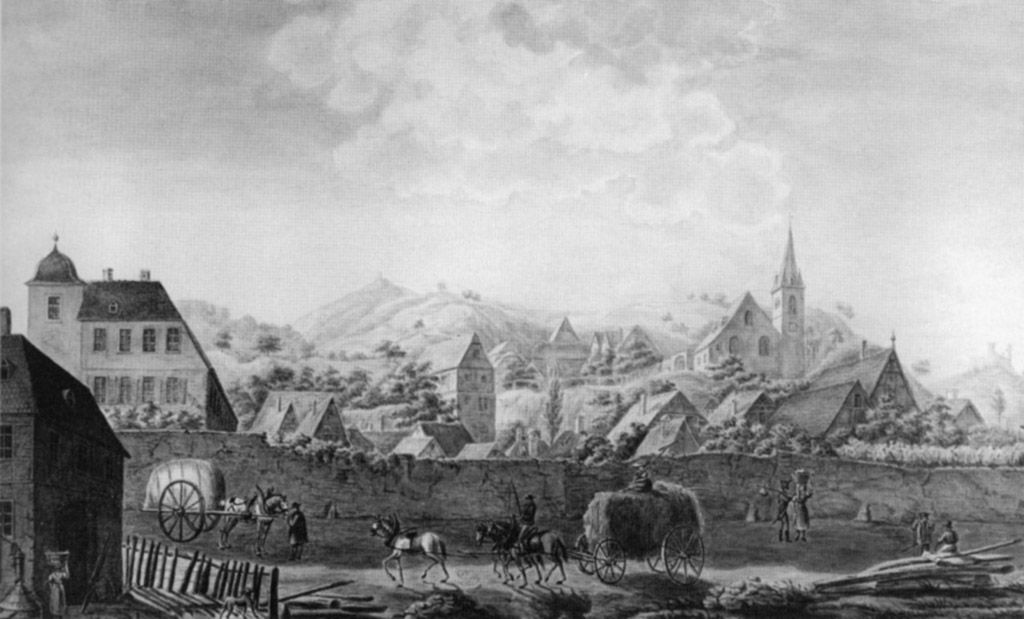
1810年のツヴィンゲンベルク

ツヴィンゲンベルクは1479年までカッツェンエルンボーゲン伯領に留まったが、その後ヘッセン方伯領に、1567年からはヘッセン＝ダルムシュタット方伯領となった。1806年から方伯領はヘッセン大公国に昇格した。
その間、この街は三十年戦争とそれに続くペスト禍によって荒廃し、何世紀もの間ほとんど無人となった。最終的には1693年にフランス軍が行った放火によって大部分の家屋が焼失したのが決定的な打撃となった。この都市が再興されたのはフランス革命以後であった。
1832年ツヴィンゲンベルクはベンスハイム郡に組み込まれ、1938年からベルクシュトラーセ郡の所属となった。国家社会主義の時代には、ユダヤ人や反体制の人物が追放されたり逮捕されたりした。シナゴーグは排斥活動に巻き込まれたが、破壊は免れた。この建物は現在、住居として利用されている。シナゴーグの復興支援活動を行っている市民グループもある。1941年にはユースホステルが捕虜収容所となった。
ローダウは、1971年12月31日に合併され、ツヴィンゲンベルク市の市区となった。

### 人口推移
| 年         | 1500  | 1622  | 1641  | 1669  | 1710  | 1755  | 1801  | 1806  | 1858  | 1861  | 1885  | 1900  | 1910  |
| 人口（人） | 450   | 600   | 150   | 500   | 650   | 700   | 1,052 | 1,198 | 1,616 | 1,531 | 1,515 | 1,638 | 1,910 |
| 年         | 1920  | 1946  | 1956  | 1979  | 1980  | 1990  | 1995  | 2000  | 2005  | 2010  | 2015  |       |       |
| 人口（人） | 2,100 | 3,148 | 3,393 | 5,030 | 5,150 | 6,076 | 6,493 | 6,777 | 6,963 | 6,735 | 6,896 |       |       |

1971年12月31日以降はローダウを含む。

## 行政

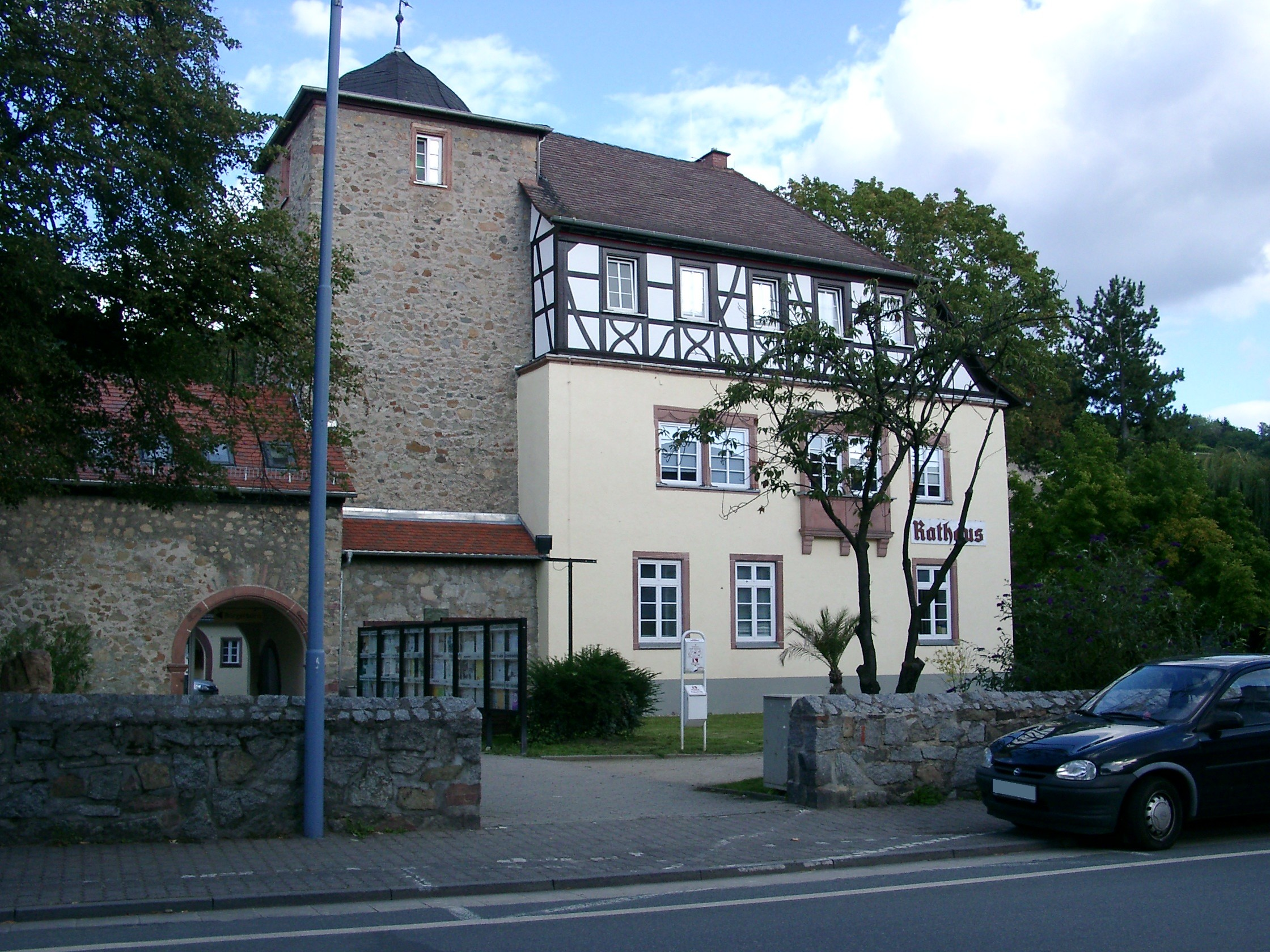
ツヴィンゲンベルク市役所

### 市議会
ツヴィンゲンベルク市の市議会は31議席からなる。

### 市長
2001年から2007年までヂーター・クラークが市長を務めた。2007年3月25日の選挙ではクラークは選出されず、FDPとCDUが推薦したホルガー・ハービヒがこの職に就いた。

### 紋章
ツヴィンゲンベルクの紋章は上部にカッツェンエルンボーゲン伯の獅子、下部に3枚のホワイトウォーターリリー(Nymphaea alba)の葉が描かれている。
カッツェンエルンボーゲン伯の獅子は、ダルムシュタット、プフングシュタット、アウエルバッハの紋章にも描かれている。

### 友好都市
- ピエールフォン(Pierrefonds)（フランス、オワーズ県）
- ブリジゲッラ（イタリア、エミリア＝ロマーニャ州）
- Tetbury（イギリス、グロスタシャー）
- エッカーツベルガ(Eckartsberga)（ドイツ、ザクセン＝アンハルト州）

## 経済
かつては、農業、ブドウ栽培、飲食店が主な産業であったが、最近では一連の中小のテクノロジー企業を含む多くの企業がある。

### 主な地元企業
- BRAIN Biotechnology Research and Information Network GmbH（バイオテクノロジー、遺伝子工学）
- Preussag Wasser und Rohrtechnik GmbH（環境技術商社）
- PWT Wasser- und Abwassertechnik GmbH（上下水道技術）
- Resin Express GmbH（合成樹脂の顆粒物質販売）
- SurTec Deutschland GmbH（化学物質）

### 交通

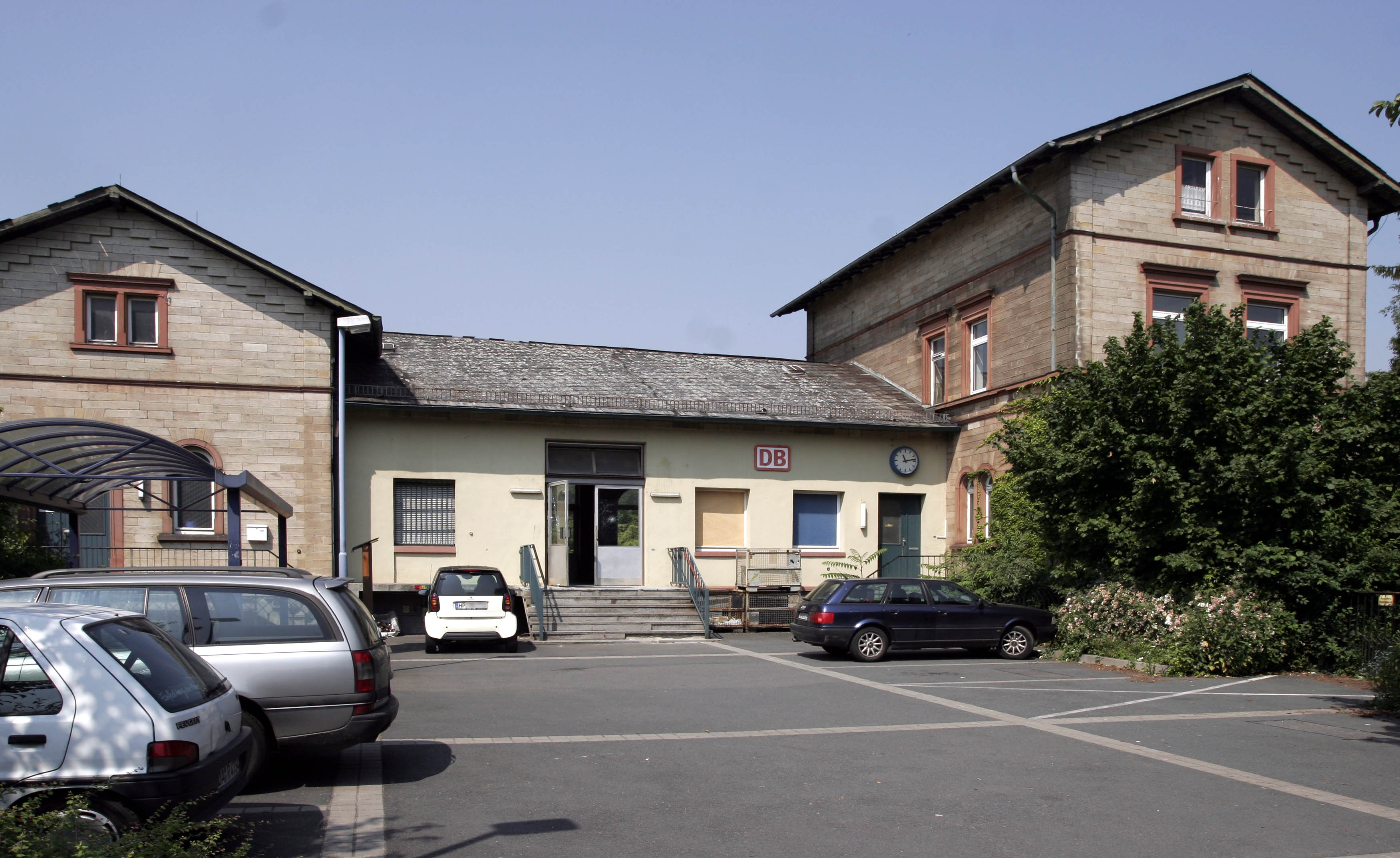
ツヴィンゲンベルク駅

ツヴィンゲンベルクは、フランクフルト・アム・マイン – バーゼルを結ぶアウトバーンA5号線のインターチェンジNo.29を利用してアクセスできる。また、A67の場合、No.8のゲルンスハイム・インターチェンジを利用する。フランクフルト空港へは45km、ライン川のゲルンスハイム港へは12kmの距離にある。
オーデンヴァルトと平行に連邦道B3号線が走っている。この道はツヴィンゲンベルクで新ベルクシュトラーセと旧ベルクシュトラーセに分かれ、ダルムシュタット＝エーバーシュタット付近で再び合流する。
元々はB3号線のバイパス道路として計画された「ベルリナー・リング」と呼ばれる道路もある。この道路は、B3号線と平行にベンスハイムから来てツヴィンゲンベルクでB3号線に接続する。元々の計画では、もっと北側に橋を造り、従来の踏切の交通量を減らす事になっていたのだが、この道路の下になる地域の住民や近隣自治体の抵抗により撤回された。
ドイツの鉄道で最も通行量の多いマイン＝ネッカー鉄道 フランクフルト – ダルムシュタット – ハイデルベルク／マンハイム線がツヴィンゲンベルクを経由している。ツヴィンゲンベルクの駅は小さな駅であり1時間ごとにレギオナルバーンが発着する。
ダルムシュタットのHEAGモビーロが運営する近代的な連結式バス669系統がユーゲンハイムやヘッペンハイムとこの街を結んでいる。

### レクリエーション施設とスポーツ施設
ツヴィンゲンベルクには、芝のグランド、アンツーカートラックや投擲施設を備えた完全な陸上競技場をもつスポーツゲレンデがある。この他に多くのテニスコートや2つの体育館もある。ローダウには芝のグランドがある。2015年までに新しいスポーツパークを建設する計画があり、あらゆるスポーツ分野が利用できるようになる。

## 文化と見所

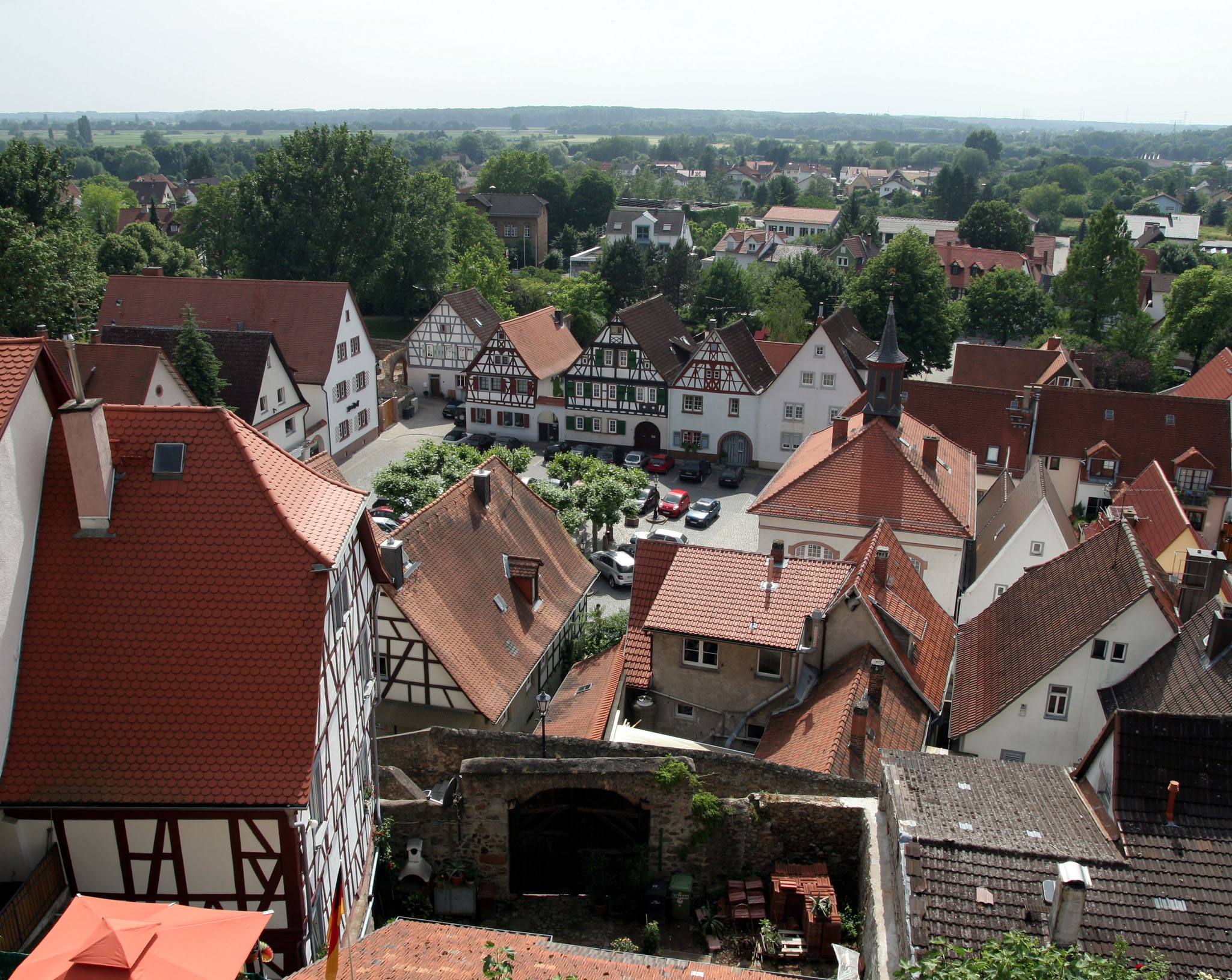
ツヴィンゲンベルク旧市街。マルクト広場周辺の街並み。

ツヴィンゲンベルクは、オーデンヴァルト辺縁部、メリボクス山の比較的急勾配な高台に位置している。市の中核部を取り囲む市壁は大部分を見ることができる。オーバーガッセが古来のgetwincと称された街道であり、市のウンタートーア（下の門）とオーバートーア（上の門）を結んでいる。街道筋は、1693年の火災後に、わずかに変化しているが本質的には、旧来のベルクシュトラーセそのままである。
ノイエ・パスは、古いネッカー川の川筋にあたる土地で、15世紀まで沼地だった。現在では連邦道B3号線が古い市壁に沿って街を貫いて走っている。シュレスヒェンとノイガッセの間は、ウンターガッセの民家や納屋の背面が市壁の名残を形作っている。
ツヴィンゲンベルクには、ローダウ区も含め81の保護記念物に指定された文化財がある。ツヴィンゲンベルクの全保護文化財リストはListe der Kulturdenkmäler in Zwingenbergを参照のこと。

### 建築
この街は建築上あるいは歴史上大変に興味深い木組み建築を持つ旧市街や、山の教会、1420年にヨハン・フォン・カッツェンエルンボーゲンからハンス・フォン・ヴァルデュルンに城レーエンとして与えられた城砦跡があり、観光の魅力に富んだ街である。

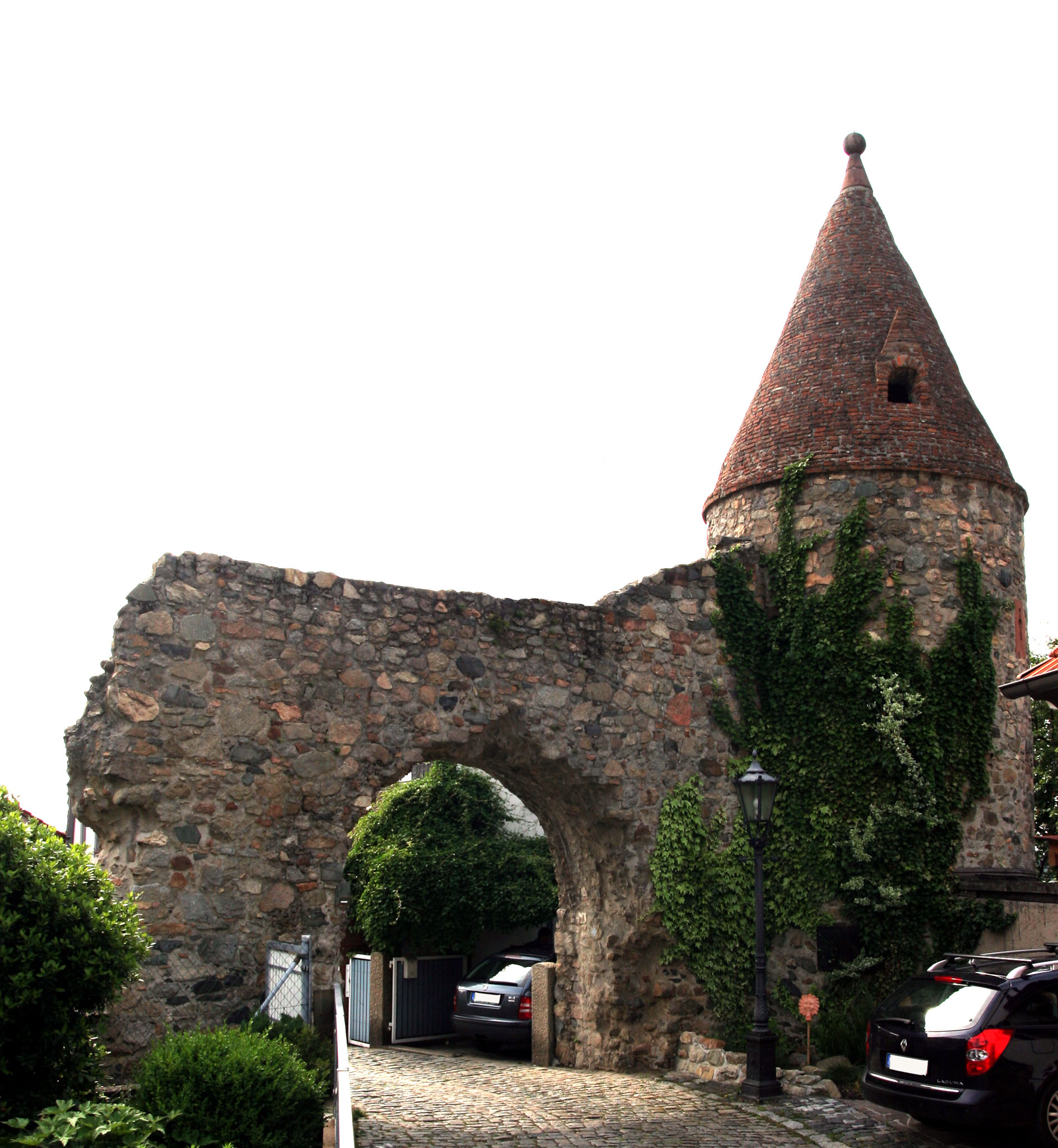
アウル

ツヴィンゲンベルクの最高地点には、現在はユースホステルとして使われている、古い稜堡の基礎を利用して建てられた旧十分の一税倉庫がある。市壁の円筒形の隅塔はアウルだけが保存されている。これは市の北東の隅櫓で、化粧塗りのない荒石作りの2階建て建築である。
水城の遺構は、おそらくツヴィンゲンベルクで最も古い建造物である。1250年頃に都市防衛施設として造られたものと考えられている。新マルクト広場は、17世紀の初めに、かつての水城とそれを囲んでいた堀の跡に造られたものである。
旧区裁判所は1561年から1563年に建設され、1989年に改修された。この建物は、元々はヘッセン方伯の狩りの城であった。
1520年に建造されたシュレスヒェン（小さい城）は、1969年から市役所として利用されている。隣には古いレストラン「ツム・レーヴェン（獅子亭）」がある。この建物は1595年に建造された。両者は、かつての市壁の外にある建物としては最も古いものである。獅子亭の向かいにショイアーガッセ（納屋通り）があり、2組の納屋が建っている。これらは火災の危険を避けるため市壁の外に建てられたもので、現在は主に、住居、オフィス、飲食店として利用されている。
マルクト広場に面した「旧薬局」のヴォールトのある地下室は、市壁の建設された時代に造られたものらしい。「旧薬局」は後に「大公のカッツェンエルンボーゲン薬局」と称した。この建物は1783年に建設された。

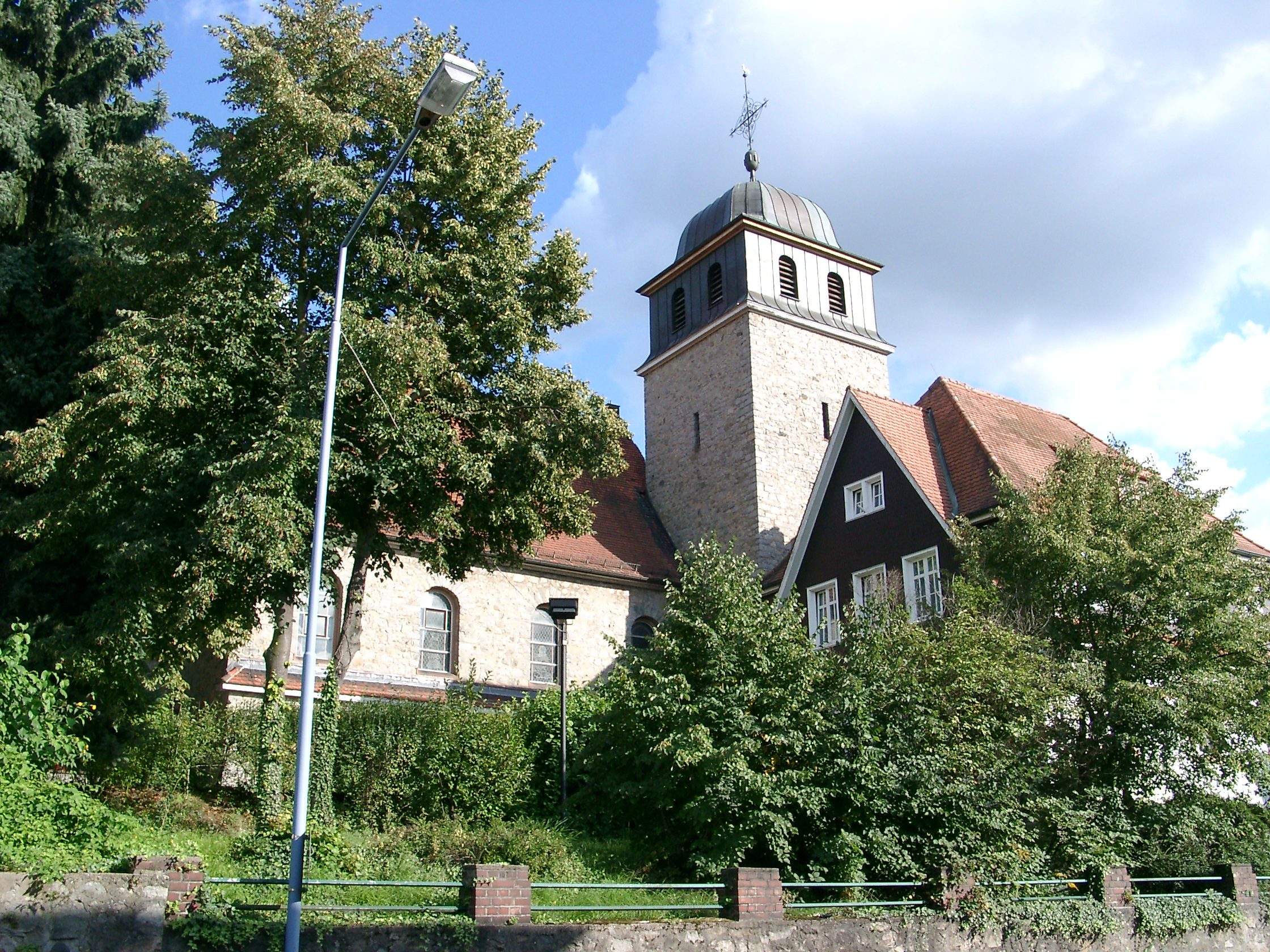
ツヴィンゲンベルクのカトリック教会
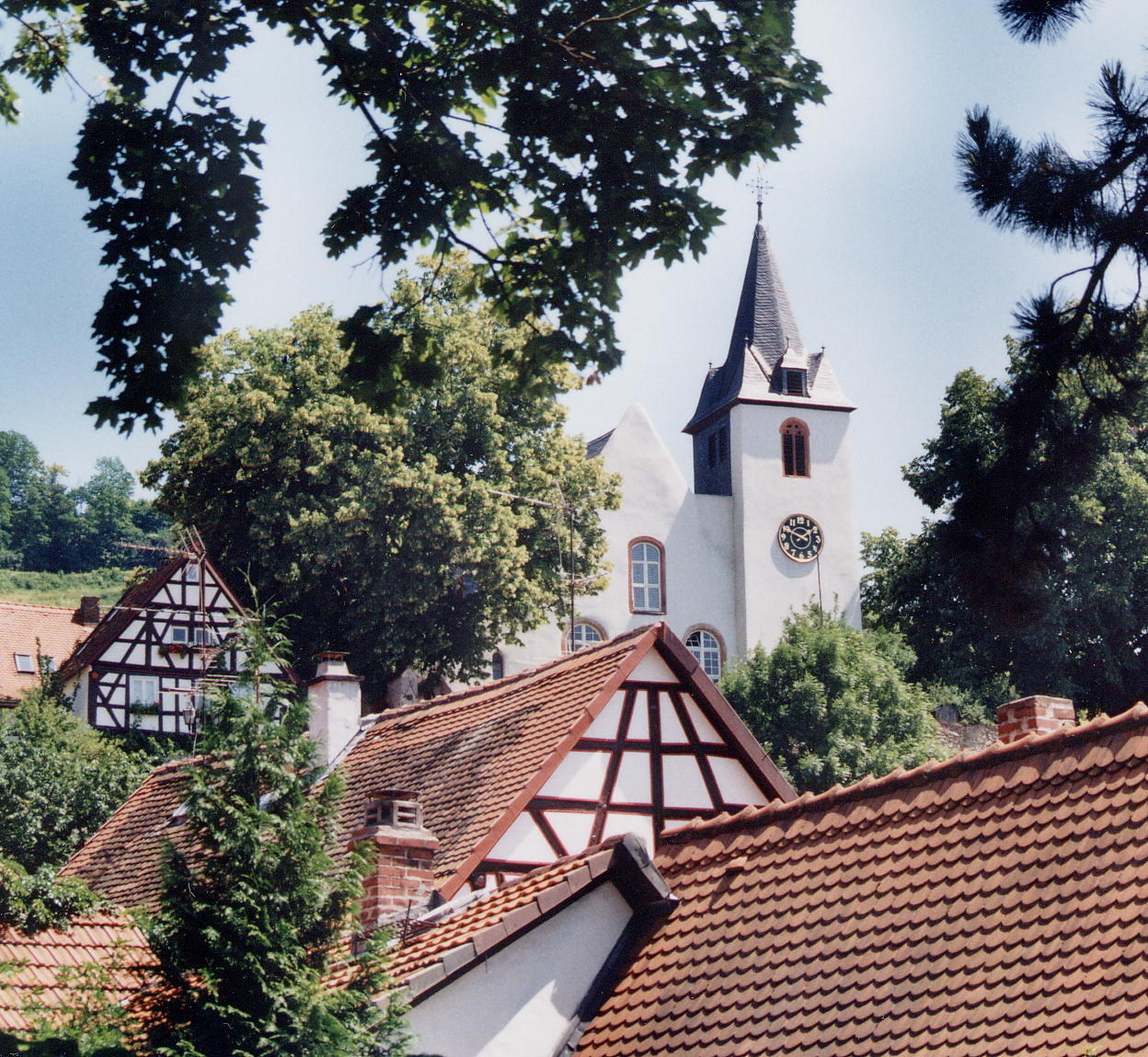
ツヴィンゲンベルク山の教会（プロテスタント教会）

### 演劇
旧区裁判所の地下室はモービル劇場となっており、主に音楽、朗読、子供劇、舞踏。カヴァレットといった分野の演目が上演されている。

### 博物館
歴史的なショイアーガッセにある郷土博物館には、古い手工芸品や歴史資料の展示室がある。
2005年に、市民センター「ブンター・レーヴェ」内にユネスコ・ゲオパーク・ベルクシュトラーセ・オーデンヴァルトの「花、岩、ワイン」情報センターが設けられた。この情報センターは、週末と申請のあった日に開館しており、ツーリストインフォメーションもある。

### ワインと名物食品
ツヴィンゲンベルクは、小さなブドウ栽培区であるヘシシェ・ベルクシュトラーセ・ブドウ栽培区の一部をなす。メリボクス山の斜面に、アウエルバッヒャー・ロット、ツヴィンゲンベルガー・シュタインゲレル、ツヴィンゲンベルガー・アルテ・ブルクといったブドウ農園がある。北はアルスバッヒャー・シェーンタールへ連なってゆく。アウパラガスやイチゴの栽培がローダウ方面周辺の平地では行われている。ツヴィンゲンベルクの典型的な食事は、力強い辛口のリースリング種のワインと柔らかいアスパラガス料理である。

## 人物

### ゆかりの人物
- ハインリヒ・フォン・ガーゲルン（1799年 – 1880年）1848年から1849年のドイツ革命時代の自由主義の政治家。ツヴィンゲンベルク選挙区から選出されフランクフルト、パウルス教会での議会に参加した。
- ヘンリー・キッシンジャー（1923年 - ）連合軍諜報活動司令官。ベンスハイムに勤務した際、1ヶ月間接収したツヴィンゲンベルクのアルトゥール・ザウアー荘に住んだ。

## 引用
1. ↑  Hessisches Statistisches Landesamt: Bevölkerung in Hessen am 31.12.2023 (Landkreise, kreisfreie Städte und Gemeinden, Einwohnerzahlen auf Grundlage des Zensus 2011)]
2. ↑  Max Mangold, ed (2005). Duden, Aussprachewörterbuch (6 ed.). Dudenverl. p. 856. ISBN 978-3-411-04066-7
3. ↑  ツヴィンゲンベルク市のウェブサイト 2008年5月5日現在
4. ↑  Winkelmann JJ, Geschichte des Hessenlands
5. ↑   カッツェンエルンボーゲン伯
6. ↑   ツヴィンゲンベルクの紋章 2008年5月5日現在
7. ↑  ヘッセン州文化財保護局